# L'Homme de la rivière d'argent (film)
Pour plus de détails, voir Fiche technique et Distribution.
L'Homme de la rivière d'argent (titre original : The Man From Snowy River) est un film australien de George Miller sorti en 1982, d'après le poème d'A.B. "Banjo" Paterson The Man From Snowy River (1890).

## Synopsis
Jim Craig vit dans les montagnes australiennes avec son père. Le père est tué et le jeune homme descend dans la plaine pour "devenir un homme". Il est engagé par Harrison, un riche propriétaire, et tombe amoureux de la fille de son patron. Un cheval précieux s'échappe dans la nature environnante. Tous les cavaliers de la région se réunissent pour poursuivre les chevaux sauvages et séparer le cheval du reste de la horde. Mais le cheval échappe à tous sauf à Jim Craig.

## Fiche technique
- Titre original : The Man From Snowy River
- Réalisation : George Miller
- Scénario : Cul Cullen et John Dixon (en) d'après le poème d'A.B. "Banjo" Paterson
- Directeur de la photographie : Keith Wagstaff
- Montage : Adrian Carr
- Musique : Bruce Rowland
- Costumes : Robin Hall
- Décors : Leslie Binns
- Production : Geoff Burrowes (en)
- Genre : Western, Drame
- Pays :  Australie
- Durée : 102 minutes
- Date de sortie :
  -  Australie : 25 mars 1982
  -  États-Unis : 5 novembre 1982
  -  Brésil : 25 décembre 1982
  -  Irlande : 25 mars 1983

## Distribution
- Tom Burlinson (VF : Jean-François Vlérick) : Jim Craig
- Terence Donovan (VF : Jacques Thébault) : Henry Craig
- Kirk Douglas (VF : Marc Cassot) : Harrison / Spur
- Tommy Dysart : l'homme de la montagne
- Bruce Kerr : l'homme de la rue
- David Bradshaw (VF : Mario Santini) : Banjo Paterson
- Sigrid Thornton (VF : Maïk Darah) : Jessica Harrison
- Jack Thompson (VF : Marc de Georgi) : Clancy
- Tony Bonner (VF : Pierre Hatet) : Kane
- June Jago (VF : Claude Chantal) : Mrs. Bailey
- Chris Haywood (VF : Marc François) : Curly
- Kristopher Steele : Moss
- Gus Mercurio : Frew
- Lorraine Bayly (VF : Nicole Favart) : Rosemary Hume

## Commentaire
Le film fut apprécié pour sa cinématographie spectaculaire et sa bande musicale.
La suite du film s'appelle "Return to Snowy River" en 1988.